# Slantsevsky (huyện)
Huyện Slantsevsky (tiếng Nga: ? райо́н) là một huyện hành chính tự quản (raion), của Tỉnh Leningrad, Nga. Huyện có diện tích 2202 kilômét vuông, dân số thời điểm ngày 1 tháng 1 năm 2000 là 10900 người. Trung tâm của huyện đóng ở Slantsy.